# Stallbackabron
Stallbackabron är med sina 1 392 meter en av Sveriges längsta broar och dessutom Trollhättans högsta och längsta bro. Invigning skedde 1981.
Den är byggd över Göta älv vid industriområdet Stallbacka i anslutning till företagen Nevs (tidigare Saab) och GKN (tidigare Volvo Flygmotor). E45 och Riksväg 44 går över bron. Bron är hårt belastad av trafik, vilket i hög grad beror förutom på att det är två huvudvägar, även på utflyttningen av handel från centrala Trollhättan till det bilanpassade området Överby.

## Historik
Bron öppnades för trafik 1981. Från början hade bron två körfält med vägren, vilket senare förvandlades till tre körfält. 2004 målades körfälten återigen om på grund av olyckor och vissa köer, och bron har nu fyra körfält. Efter att bron stod färdig sänktes de två pråmarna  och en bit järnväg svetsades på för att hålla ihop dem. Dessa kan ses från bron när man åker mot Trollhättan.
Mellan augusti 2010 och april 2012 utfördes omfattande reparationer på bron, vilket fick stora konsekvenser för vägtrafiken i området. För att underlätta reparationen monterades fyra webbkameror för att överblicka trafikläget.

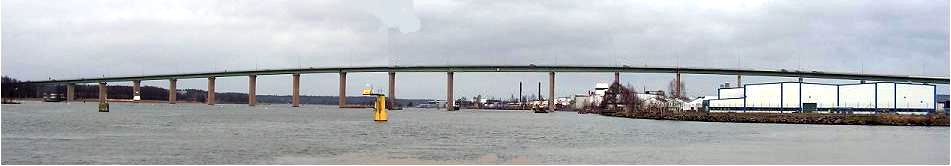
Stallbackabron